# Rândunica
Rândunica (antiguamente Congaz) es una localidad rumana de la comuna de Mihail Kogălniceanu, en el condado de Tulcea.

## Toponimia
El nombre antiguo de la localidad puede encontrarse escrito con grafías como Congaz y Kongaz. Pasó a llamarse Rândunica.

## Historia
Hacia finales del siglo XIX la localidad, que ya por entonces pertenecía al condado de Tulcea, formaba parte de la comuna homónima de Congaz y tenía contabilizada una población de 1289 habitantes.
En la segunda mitad del siglo XX la localidad había pasado a formar parte de la comuna de Mihail Kogălniceanu. En el censo de 2021 la localidad tenía una población de 581 habitantes.